# Osobowość typu B
Typ osobowości B, WZB (Wzór Osobowości B), zachowanie typu B – typ osobowości, który wyróżniono wraz z osobowością typu A. Badacze poświęcili niewiele uwagi temu typowi osobowości. Zwykle definiuje się ją jako osobowość pozbawioną charakterystycznych cech osobowości typu A.
Osoby o WZB doznają rzadko zawału serca przed 70 rokiem życia, niezależnie od wykonywanej pracy, choć również są ambitne, tak jak osoby o WZA. Osoba typu B doświadcza znacząco mniej stresu zarówno podczas pracy jak i podczas wypoczynku, w porównaniu z osobą typu A.
Współczesne badania podają w wątpliwość związek między typem osobowości, a podatnością na stres i zawał serca, zwłaszcza jeśli diagnoza osobowości oparta jest na samoopisie osoby badanej.